# Geranium occitanicum
Geranium occitanicum là một loài thực vật có hoa trong họ Mỏ hạc. Loài này được Batt. & Pit. mô tả khoa học đầu tiên năm 1918.